# Ophiactis quinqueradia
Ophiactis quinqueradia är en ormstjärneart som beskrevs av Ljungman 1872. Ophiactis quinqueradia ingår i släktet Ophiactis och familjen bandormstjärnor. Inga underarter finns listade i Catalogue of Life.